# Yao (Osaka)
Yao (八尾市, Yao-shi) és una ciutat i municipi de la prefectura d'Osaka, a la regió de Kansai, Japó. Yao és la novena ciutat més poblada de la prefectura i es troba a l'àrea metropolitana d'Osaka, actuant com a ciutat dormitori d'aquesta. La ciutat és seu de l'Aeroport de Yao i lloc d'invenció del Kawachi ondo, balls emprats a la festivitat de l'obon.

## Geografia
La ciutat de Yao es troba de manera no oficial a la regió de Nakakawachi o Kawachi central i limita amb la ciutat d'Osaka a l'oest, amb la prefectura de Nara a l'est, amb Fujiidera i Kashiwara al sud i amb Higashiosaka al nord. El riu Yamato, que fa de limit natural entre les ciutats d'Osaka i Sakai, passa pel terme municipal de Yao des de la prefectura de Nara.

## Història
Fins a l'era Meiji, l'àrea on ara es troba Yao formava part de l'antiga província de Kawachi. El municipi de Yao va ser fundat l'1 d'abril de 1948.

## Transport

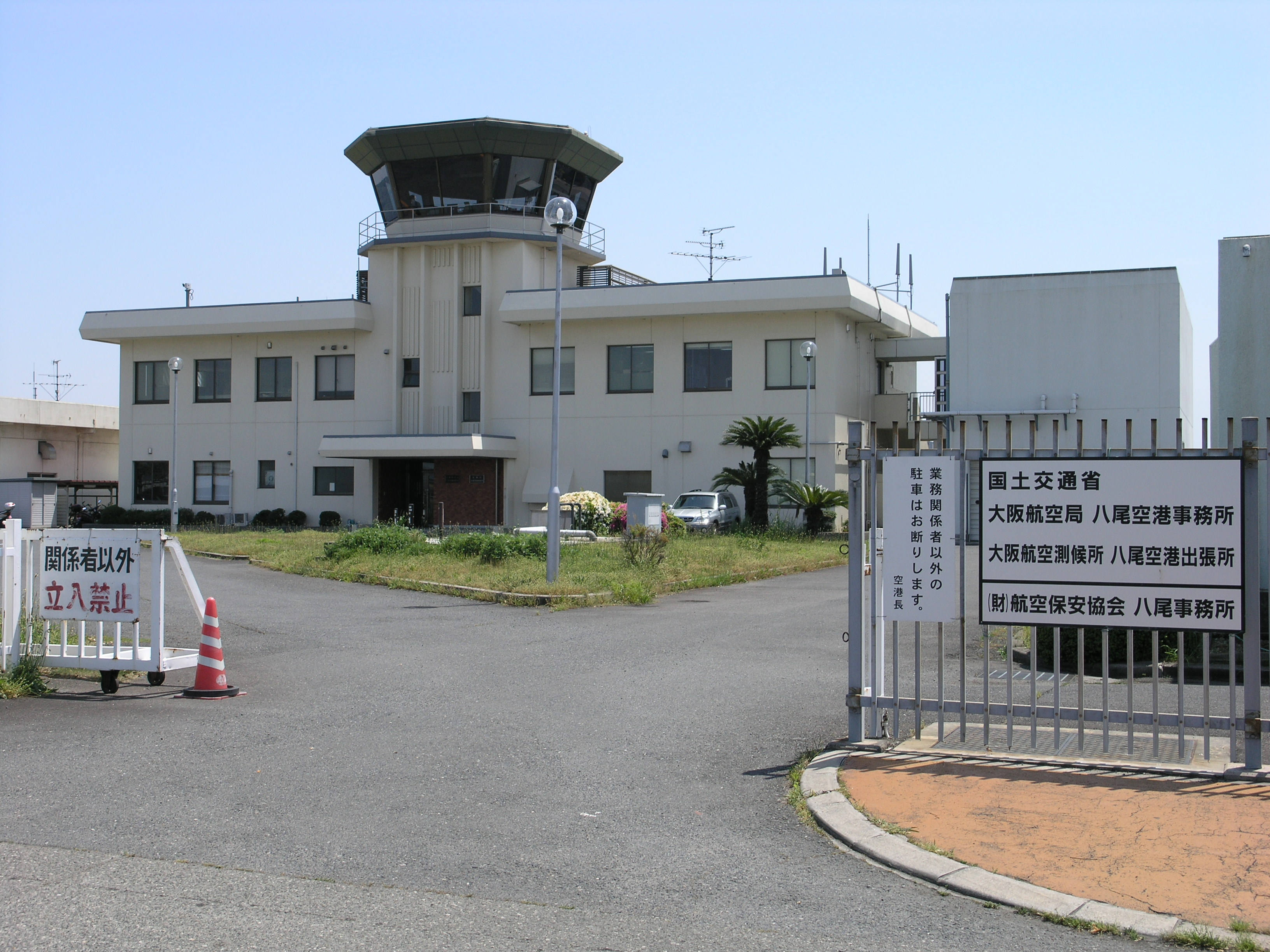
Aeroport de Yao

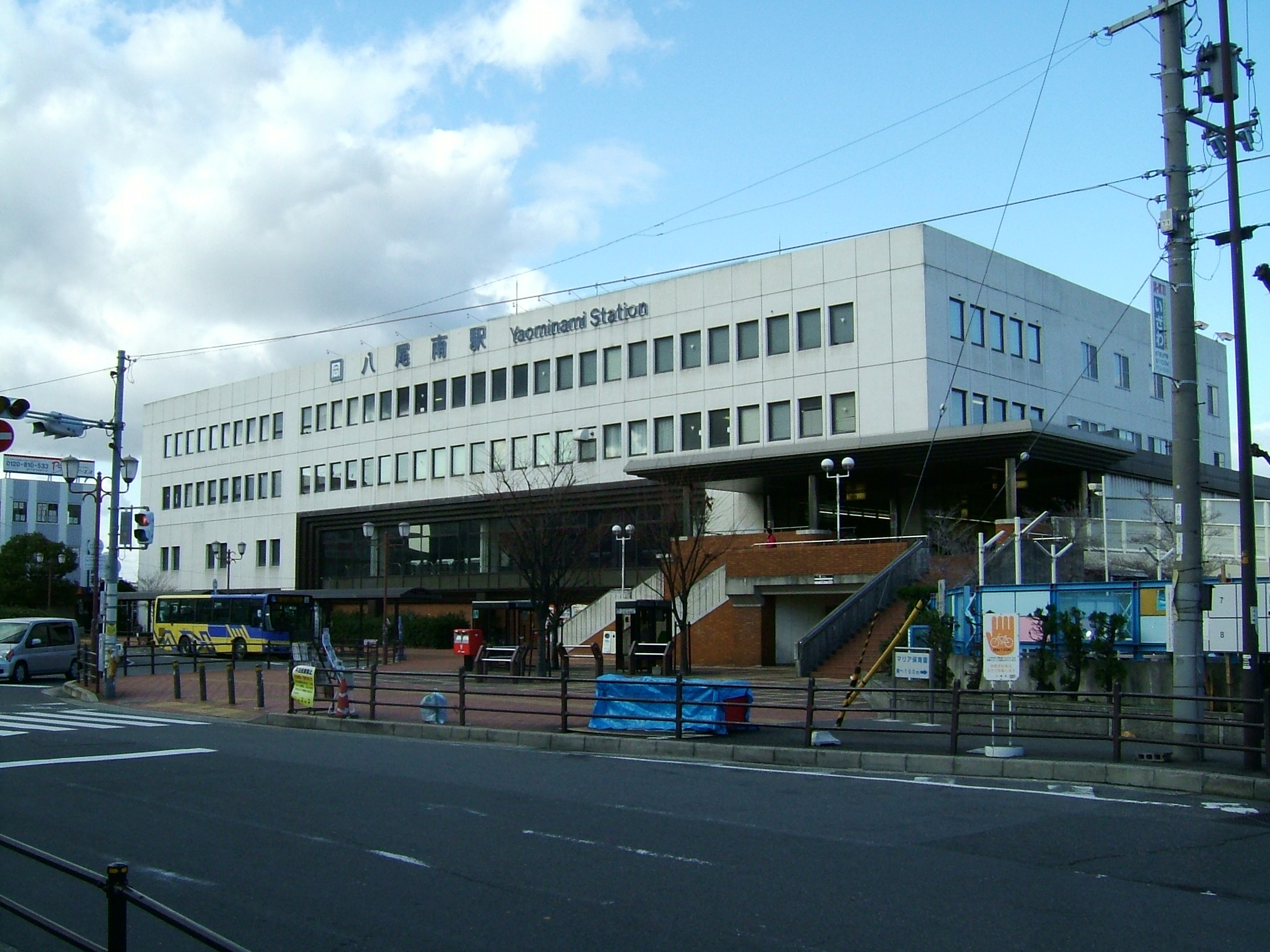
Estació de Yaominami (Osaka Metro)

### Ferrocarril
- Companyia de Ferrocarrils del Japó Occidental
  - Estació de Shiki
  - Estació de Yao
  - Estació de Kyūhōji
- Ferrocarril Kinki Nippon (Kintetsu)
  - Estació de Kyūhōjiguchi
  - Estació de Yao-Kintetsu
  - Estació de Kawachi-Yamamoto
  - Estació de Takayasu
  - Estació d'Onji
  - Estació de Hattorigawa
  - Estació de Shigisanguchi
  - Estació de Takayasuyama
- Metro d'Osaka
  - Estació de Yaominami

### Carretera
- Autopista de Kinki
- Nacional 25
- Nacional 170

## Agermanaments
- Usa, prefectura d'Ōita, Japó.
- Wake, prefectura d'Okayama, Japó.
- Shingū, prefectura de Wakayama, Japó.
- Gojō, prefectura de Nara, Japó.
- Bellevue, estat de Washington, EUA. (1969)[2]
- Jiading, Shanghai, RPX. (1986)

## Ciutadans notables
- Shōgo Arai, governador de la prefectura de Nara.
- Ichirō Matsui, governador d'Osaka (2011-2019) i alcalde d'Osaka.
- Takashi Miike, director cinematogràfic.
- Etsushi Toyokawa, actor de cinema.